# Didier Pironi
Didier Joseph Louis Pironi (* 26. März 1952 in Villecresnes; † 23. August 1987 bei Southampton, Vereinigtes Königreich) war ein französischer Autorennfahrer.

## Karriere
Didier Pironi war der Sohn eines Fabrikanten und ging den klassischen Weg vieler französischer Rennfahrer. Vom Rennsport durch seinen Halbbruder José Louis Dolhem begeistert, gewann er 1973 das Volant Elf der französischen Rennfahrerschule Winfield und bewährte sich dann in der französischen und europäischen Formel Renault, die er 1974 und 1976 gewann, bevor er 1977 die Formel-2-Europameisterschaft als Dritter hinter seinem Teamkollegen René Arnoux und dem US-Amerikaner Eddie Cheever abschloss.

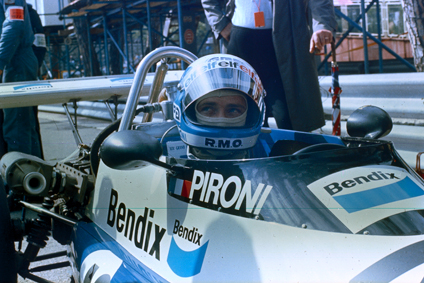
Didier Pironi 1977 in der Formel 2

1978 gewann Pironi mit dem Renault-Team das 24-Stunden-Rennen von Le Mans. Er war bei dem Langstreckenklassiker bereits 1976 (Porsche) und 1977 (Renault) angetreten, allerdings mit geringerem Erfolg. 1980 startete er noch einmal auf einem BMW M1 und belegte Rang 14.
Von 1978 bis 1982 fuhr Pironi in der Formel 1. Für 1978 engagierte ihn Ken Tyrrell für sein Formel-1-Team neben dem erfahrenen Patrick Depailler. Tyrrell hatte Pironis Karriere von Anfang an verfolgt und saß schon 1973 in der Jury der Ecole Winfield.
War 1978 noch eher ein Lehrjahr für Pironi, auch wenn sein Talent stets sichtbar war, so übertraf er bereits im Jahr darauf seinen wesentlich erfahreneren Teamkollegen Jean-Pierre Jarier meistens. 1980 wechselte er zu Ligier und feierte beim Großen Preis von Belgien in Zolder seinen ersten Grand-Prix-Sieg. Die Saison beendete er auf dem fünften Rang. Zahlreiche Ausfälle in der zweiten Saisonhälfte verhinderten eine bessere Platzierung.
1981 wechselte Pironi zu Ferrari, wo seine erste Saison unbefriedigend verlief. 1982 war der Ferrari wesentlich standfester und Pironi siegte beim Großen Preis von San Marino in Imola. Dieses Rennen ist in die Formel-1-Geschichte eingegangen, weil Pironi seinen Teamkollegen Gilles Villeneuve in der letzten Runde in der Tosa-Kurve überholte und ihm so den Sieg wegschnappte. Darauf sprachen die beiden Fahrer kein Wort mehr miteinander. Nur zwei Wochen später kam Villeneuve in Zolder beim Qualifying ums Leben.
Entgegen der allgemeinen Vermutung ist es keinesfalls erwiesen, dass tatsächlich eine Stallorder existierte, die Aussagen verschiedener Teammitglieder sind widersprüchlich. Außerdem war das Rennen in Imola am 25. April 1982 erst der vierte Lauf des Jahres, eine Stallorder derart früh in der Saison auszusprechen wäre ebenso ungewöhnlich wie unverständlich gewesen, zumal Villeneuve zu diesem Zeitpunkt null Wertungspunkte und Pironi einen Punkt erreicht hatte. Sicherlich war Villeneuve, möglicherweise aufgrund einer „privaten“ Absprache zwischen ihm und Pironi, davon ausgegangen, dass das Rennen „ihm gehöre“. Allerdings ist es nicht so, wie gelegentlich dargestellt, dass die beiden während des gesamten Rennens hintereinander her gefahren seien und Pironi in der letzten Kurve plötzlich überholt habe. Vielmehr gab es zahlreiche, zum Teil haarsträubende Überholmanöver der beiden gegeneinander, sodass sich die Teamleitung veranlasst sah, das Schild „SLOW“ herauszuhalten, um einen sich abzeichnenden Sieg nicht zu gefährden. Das geschah erstmals, als Pironi in Führung lag. Die Siegchancen schienen groß, da die meisten britischen Teams das Rennen wegen eines Streites zwischen der FISA und der Herstellervereinigung FOCA boykottierten, sodass neben den beiden Ferraris eigentlich nur die beiden Renault von René Arnoux und Alain Prost für einen Sieg in Frage kamen.
In den Niederlanden feierte Pironi seinen zweiten Saisonsieg und übernahm zwei Wochen später mit einem zweiten Platz in Großbritannien die Führung in der Weltmeisterschaft. In Kanada ging der Motor von Pironis Ferrari aus. Er stand an der Startlinie auf der Pole-Position. Riccardo Paletti konnte nicht ausweichen und raste mit hoher Geschwindigkeit in das Heck des Ferraris. Dieser Unfall kostete Paletti das Leben. Pironi beendete das Rennen als Neunter. Es blieb das einzige Mal, dass er ein Rennen von der Pole-Position beendete.

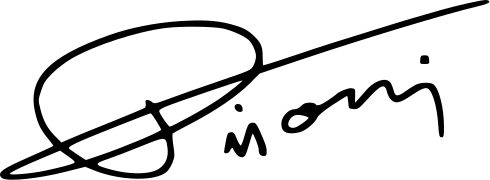
Unterschrift von Didier Pironi

In Hockenheim endete seine Formel-1-Karriere infolge eines schweren Unfalls. Im Training zum Großen Preis von Deutschland kollidierte er bei strömendem Regen mit dem Renault von Alain Prost, nachdem er sich die Pole-Position gesichert hatte. Der Ferrari überschlug sich mehrmals und zerschellte in den Leitplanken. Pironi erlitt mehrere Beinbrüche und so schwere Verletzungen, dass ihm der Verlust des rechten Unterschenkels drohte; insgesamt musste er 35 Operationen über sich ergehen lassen. Pironi führte bis zu seinem Unfall in der Formel-1-Gesamtwertung mit großem Vorsprung auf die Konkurrenz. Der Finne Keke Rosberg war der sportliche Hauptnutznießer und wurde am Ende der Saison Weltmeister, während Pironi mit fünf Punkten Rückstand noch Platz 2 hielt. John Watson hatte zwar genauso viele Punkte, Siege und zweite Plätze wie Pironi eingefahren, jedoch einen dritten Platz weniger.
Obwohl Pironi geheilt wurde und ab November 1983 wieder beschwerdefrei gehen konnte, kehrte er nicht mehr in die Formel 1 zurück. Er fuhr zwar 1986 für AGS und Ligier Tests; doch AGS zog sich bald aus der Formel 1 zurück, und bei Ligier wurden die Comebackpläne nicht weiterverfolgt. Außerdem hätte er wahrscheinlich die hohe Versicherungssumme, die er nach seinem Unfall erhalten hatte, zurückzahlen müssen.
Insgesamt nahm Didier Pironi an 72 Formel-1-Rennen teil, von denen er drei gewann. Er stand viermal auf der Pole-Position, fuhr fünfmal die schnellste Runde und erzielte insgesamt 101 WM-Punkte.
Pironi wechselte 1986 zum Motorbootsport, wo er schon bald einige Erfolge feiern konnte. 1987 kam er bei einem Bootsrennen vor der Isle of Wight ums Leben, als sein Boot auf eine Welle traf und sich überschlug.
Didier Pironi wurde in Grimaud, einem kleinen Ort unweit von Saint-Tropez in Südfrankreich beerdigt. Kurz nach Pironis Tod brachte seine Lebensgefährtin Zwillinge zur Welt; die Kinder heißen Didier und Gilles.
1988 wurde sein bei einem Flugzeugabsturz ums Leben gekommener Halbbruder José Dolhem neben ihm beigesetzt.
Das Offshore-Rennboot „Colibri“, mit dem Pironi verunglückte, wurde restauriert und befindet sich heute im Manoir de l’Automobile, einem Museum in Lohéac in der Bretagne. Dort steht auch ein von Pironi gefahrener Ligier JS11/15 aus der Formel-1-Saison 1980.

## Erfolgsstatistik
- 1974: Meister der französischen Formel Renault
- 1976: Meister der Formel Renault Europa

### Statistik in der Automobil-/Formel-1-Weltmeisterschaft
Diese Statistik umfasst alle Teilnahmen des Fahrers an der Formel-1-Weltmeisterschaft, die bis 1980 als Automobil-Weltmeisterschaft bezeichnet wurde.

#### Grand-Prix-Siege
- 1980  Großer Preis von Belgien (Zolder)
- 1982  Großer Preis von San Marino (Imola)
- 1982  Großer Preis der Niederlande (Zandvoort)

#### Einzelergebnisse
| Saison | 1   | 2   | 3   | 4   | 5   | 6   | 7   | 8   | 9   | 10  | 11  | 12  | 13  | 14 | 15 | 16 |
| ------ | --- | --- | --- | --- | --- | --- | --- | --- | --- | --- | --- | --- | --- | -- | -- | -- |
| 1978   |     |     |     |     |     |     |     |     |     |     |     |     |     |    |    |    |
| 14     | 6   | 6   | DNF | 5   | 6   | 12  | DNF | 10  | DNF | 5   | DNF | DNF | DNF | 10 | 7  |    |
| 1979   |     |     |     |     |     |     |     |     |     |     |     |     |     |    |    |    |
| DNF    | 4   | DNF | DSQ | 6   | 3   | DNF | DNF | 10  | 9   | 7   | DNF | 10  | 5   | 3  |    |    |
| 1980   |     |     |     |     |     |     |     |     |     |     |     |     |     |    |    |    |
| DNF    | 4   | 3   | 6   | 1   | DNF | 2   | DNF | DNF | DNF | DNF | 6   | 3   | 3   |    |    |    |
| 1981   |     |     |     |     |     |     |     |     |     |     |     |     |     |    |    |    |
| DNF    | DNF | DNF | 5   | 8   | 4   | 15  | 5   | DNF | DNF | 9   | DNF | 5   | DNF | 9  |    |    |
| 1982   |     |     |     |     |     |     |     |     |     |     |     |     |     |    |    |    |
| 18     | 6   | DNF | 1   | DNS | 2*  | 3   | 9   | 1   | 2   | 3   | DNS |     |     |    |    |    |

| Legende  | Legende            | Legende                                                          |
| Farbe    | Abkürzung          | Bedeutung                                                        |
| -------- | ------------------ | ---------------------------------------------------------------- |
| Gold     | –                  | Sieg                                                             |
| Silber   | –                  | 2. Platz                                                         |
| Bronze   | –                  | 3. Platz                                                         |
| Grün     | –                  | Platzierung in den Punkten                                       |
| Blau     | –                  | Klassifiziert außerhalb der Punkteränge                          |
| Violett  | DNF                | Rennen nicht beendet (did not finish)                            |
| Violett  | NC                 | nicht klassifiziert (not classified)                             |
| Rot      | DNQ                | nicht qualifiziert (did not qualify)                             |
| Rot      | DNPQ               | in Vorqualifikation gescheitert (did not pre-qualify)            |
| Schwarz  | DSQ                | disqualifiziert (disqualified)                                   |
| Weiß     | DNS                | nicht am Start (did not start)                                   |
| Weiß     | WD                 | zurückgezogen (withdrawn)                                        |
| Hellblau | PO                 | nur am Training teilgenommen (practiced only)                    |
| Hellblau | TD                 | Freitags-Testfahrer (test driver)                                |
| ohne     | DNP                | nicht am Training teilgenommen (did not practice)                |
| ohne     | INJ                | verletzt oder krank (injured)                                    |
| ohne     | EX                 | ausgeschlossen (excluded)                                        |
| ohne     | DNA                | nicht erschienen (did not arrive)                                |
| ohne     | C                  | Rennen abgesagt (cancelled)                                      |
| ohne     | keine WM-Teilnahme |                                                                  |
| sonstige | P/fett             | Pole-Position                                                    |
| sonstige | 1/2/3/4/5/6/7/8    | Punktplatzierung im Sprint-/Qualifikationsrennen                 |
| sonstige | SR/kursiv          | Schnellste Rennrunde                                             |
| sonstige | *                  | nicht im Ziel, aufgrund der zurückgelegten Distanz aber gewertet |
| sonstige | ()                 | Streichresultate                                                 |
| sonstige | unterstrichen      | Führender in der Gesamtwertung                                   |

### Le-Mans-Ergebnisse
| Jahr | Team                       | Fahrzeug     | Teamkollege             | Teamkollege   | Platzierung | Ausfallgrund |
| ---- | -------------------------- | ------------ | ----------------------- | ------------- | ----------- | ------------ |
| 1976 | Porsche Kremer Racing      | Porsche 934  | Marie-Claude Charmasson | Bob Wollek    | Rang 19     |              |
| 1977 | Equipe Haran et de Chaunac | Alpine A442  | René Arnoux             | Guy Fréquelin | Ausfall     | Turboschaden |
| 1978 | Renault Sport              | Alpine A442B | Jean-Pierre Jaussaud    |               | Gesamtsieg  |              |
| 1980 | BMW France                 | BMW M1       | Dieter Quester          | Marcel Mignot | Rang 14     |              |